# Sojuz 1
Sojuz 1 (russisk: Союз 1, Forening 1) var en del af Sovjetunionens Sojuz-rumprogram og blev sendt i kredsløb d. 23. april 1967 med en enkelt kosmonaut om bord, oberst Vladimir Mikhailovitj Komarov, som døde, da rumskibet styrtede ned under tilbagevenden til Jorden. Dødsfaldet var det første i rumflyvningens historie. Idet Sojuz 1 blev sendt op kl. 03:35 lokal tid, var det også den første natopsendelse.

## Missionens højdepunkter
Det var oprindeligt planlagt at opsende endnu en Sojuz-rumkapsel den følgende dag med de tre kosmonauter Valerij Fjodorovitj Bykovskij, Jevgenij Vasiljevitj Khrunov og Aleksej Stanislavovitj Jelisejev, hvoraf de to skulle have foretaget den første rumvandring over til Sojuz 1.
Problemerne begyndte kort efter opsendelsen, da et solcellepanel på Sojuz 1 ikke blev foldet ud, hvilket førte til tab af strømforsyning for rumkapslens systemer. Yderligere problemer med detektorerne til orientering af rumskibet gjorde det kompliceret at manøvrere kapslen. I det 13. kredsløb var det automatiske stabiliseringssystem fuldstændig dødt, og det manuelle system var kun delvist fungerende. På dette tidspunkt blev missionsmålet for Sojuz 2 ændret, så mandskabet i stedet forberedte sig på at reparere solpanelerne på Sojuz 1. Kraftig regn på Bajkonur umuliggjorde angiveligt opsendelsen. Nogle mener dog, at opsendelsen i realiteten blev afblæst på grund af alvorligheden af problemerne om bord på Sojuz 1.
Som et resultat af Komarovs 13. kredsløbsrapport begyndtes forberedelser på Jorden til at afbryde missionen og forsøge at bringe kapslen sikkert tilbage til Jorden. Valentina, Komarovs kone og mor til deres to børn blev bragt ind og sad ved en konsol i løbet af få øjeblikke. Vladimir Komarov, som var blevet syg af kapslens voldsomme rystelser, formåede at forblive fattet og fik sagt farvel til sin kone.
Efter 18 kredsløb om Jorden affyrede Sojuz 1 sine bremseraketter og forlod kredsløbet, da den var over Sovjetunionen. Piloten havde dog ringe kontrol over kapslen. Til trods for alle de tekniske problemer indtil dette tidspunkt, kunne Komarov muligvis stadig have landet sikkert, men den primære faldskærm foldede sig ikke ud pga. problemer med en trykmåler, og den manuelt udløste reserveskærm blev ikke foldet korrekt ud. Dette medførte, at kapslen faldt mod jorden uden bremsekraft med en hastighed på ca. 650 km/t. Store bremseraketter skulle have været udløst for at bremse kapslen yderligere, men i stedet eksploderede kapslen i et flammehav, da den ramte jorden. Lokale landmænd prøvede at slukke ilden, men Komarov må have være blevet slået ihjel af nedslaget.
Ifølge nogle rapporter forbandede Komarov ingeniørerne og mandskabet på Jorden, mens han faldt. En inspektion af den anden Sojuz-rumkapsel, Sojuz 2, viste, at den havde det samme problem med faldskærmen, hvilket ville have dødsdømt samtlige kosmonauter på de to missioner, hvis begge havde været opsendt. Det oprindelige mål med Sojuz 1 og 2 blev senere udført af Sojuz 4 og 5.
Komarov fik en statsbegravelse og blev begravet ved Kremlmuren på Den Røde Plads i Moskva. Nogle rapporter antyder, at hans kontaktpersonale på Jorden fortalte ham, at han ville modtage denne ære under hans fatale indflyvning.

## Konsekvenser af de tekniske problemer
Ulig andre bemandede rumfartøjer fra den tid blev Sojuz-kapslerne aldrig fløjet med succes i ubemandet tilstand, da alle tidligere flyvninger havde vist problemer. Jurij Gagarin var reservepilot for Sojuz 1 og var klar over designproblemerne og presset fra politbureauet for at få gennemført flyvningen. Han forsøgte at få sat Komarov af flyvningen, så han selv skulle sættes i spil, fordi han vidste, at den sovjetiske ledelse ikke ville risikere hans liv som nationalhelt.
Få uger før opsendelsen skal Komarov have sagt: "Hvis jeg ikke kommer med på flyvningen, vil de sende en reservepilot. Det er [Jurij], og han vil så dø i stedet for mig."
Før opsendelsen skulle Sojuz 1-ingeniørerne have indberettet 200 designfejl til partiets leder, men deres bekymringer blev omstødt på grund af politisk pres for at opnå en serie rumbedrifter til at markere Lenins fødselsdag. Det står ikke klart, hvor meget af dette pres var forårsaget af ønsket om at slå USA i rumkapløbet ved at sætte den første mand på Månen eller om at udnytte de nylige problemer med den amerikanske Apollo 1-katastrofe. Tragedien med Sojuz 1 forsinkede opsendelsen af Sojuz 2 og 3 indtil d. 25. oktober 1968. Denne 18 måneders pause sammen med eksplosionen af den ubemandede N-1 raket d. 3. juli 1969 ødelagde de sovjetiske planer om at sætte den første mand på Månen.
Et meget forbedret Sojuz-program opstod på de 18 måneders pause, på mange måder lig de forbedringer, som blev implementeret i Apollo-projektet efter Apollo 1-tragedien. Selvom Sojuz-programmet ikke nåede Månen, blev projektet omdefineret til at være et rumstationsprogram.
45°55′N 63°20′Ø / 45.917°N 63.333°Ø

## Besætning
- Vladimir Komarov (anden rumflyvning)